# Xã Nineveh, Quận Adair, Missouri
Xã Nineveh (tiếng Anh: Nineveh Township) là một xã thuộc quận Adair, tiểu bang Missouri, Hoa Kỳ. Năm 2010, dân số của xã này là 1.289 người.